# Холи Шорт
Холи Шорт (Holly Short) је лик из серије књига „Артемис Фаул”. Она је вила и официр ЛЕПрикона коју отима дванаестогодишњи вундеркинд-криминалац Артемис Фаул. Она је прва жена у ЛЕПрикону и њен командант Рут је увређен што му је она додељена. Сјајан је пилот шатла, брзо мисли и прави полицајац.
Има риђу кратко ошишану косу, смеђе очи и брбљива уста. Гимнастичарске је грађе и само је за центиметар нижа од вилинског просека (односно око један метар). 
Након доста невоља, мржње и неповерења, ипак се спријатељи са Артемисом, што не би признала никоме, иако је Ждребац до већ схватио.